# السکوبیة
السکوبیة (به عربی: السکوبیة) یک منطقهٔ مسکونی در عربستان سعودی است که در استان مدینه واقع شده‌است.